# 新田朝子
新田 朝子（にった あさこ、1991年11月26日 - ）は、国連職員。元フリーアナウンサーとして活動していた。

## 来歴・人物
法政大学時代には競技チアリーディングチームに所属。その後、チアリーディングの大会をリポート・実況する番組のMCを務める。
2014年4月、NHK旭川放送局にキャスターとして入局。2015年3月、同局を退社。
2015年4月、福島放送にアナウンサーとして入社。３年後、同局を退社し、フリーアナウンサーとなる。高校野球番組やその他、スポーツ番組のMCやリポーターを中心とし、イベントの司会、なども務める。ホリプロに所属。
2020年7月、自身のブログで、中東のエルサレムに滞在することを明らかにした。
イスラエル発のニュース報道があった場合、各局で現地リポートを担当していた。他 朝日新聞GLOBE +にて執筆活動を行う。

## エピソード
趣味は、スポーツ観戦、海外旅行、ラーメン巡り、スキー、アウトドア、ミュージカル観劇、温泉に入ること。
特技は、ピラティスでインストラクター資格を保有。BASIピラティス本部にて創設者にもレッスン指導を受ける。過去には、オンラインピラティス教室「AsakoPilates」を開催していた。

## 出演番組

### NHK札幌放送局
- 「つながる@きたカフェ」リポーター
- 「ほっとニュース北海道」リポーター

### NHK総合
- 「おはよう日本」企画リポーター（2014年8月）

### 福島放送
- 「ふくしまスーパーJチャンネル」リポーター（2015年 - 2017年）
- 「ドミソラ2」（2016年 - 2017年）MC
- 「福島まるごとライブ ヨジデス」リポーター・ナレーター
- 「ふくしま経済ナビゲーション」リポーター
- 「こおりやま市政なう!」リポーター
- 福島放送・新潟テレビ21 共同制作（2016年・2017年）旅番組リポーター
- 日本大学工学部創設70周年記念特別番組（2017年）MC、リポーター
- ABC朝日放送「新婚さんいらっしゃい!」公開収録MC
- 「KFBニュース」

### テレビ朝日
- 「グッド!モーニング」中継リポーター
- 「スーパーJチャンネル」中継リポーター、取材リポーター
- 「刑事7人」アナウンサー役
- 「誘拐法廷〜セブンデイズ〜」アナウンサー役
- 「サンデーステーション」取材リポーター
- 「サタデーステーション」取材リポーター
- 「ビートたけしのTVタックル」
- 「ワイド!スクランブル」
- 「中居正広のニュースな会」
- 「池上彰のニュースそうだったのか!!」エルサレム現地リポーター・インタビュアー

### 日本テレビ
- 「ZIP!」
- 「真相報道 バンキシャ!」

### フジテレビ
- 「Live News it!」

### TBS
- 「7つの海を楽しもう!世界さまぁ〜リゾート」

### テレビ東京
- 「ワールドビジネスサテライト」取材リポーター

### 読売テレビ
- 「情報ライブミヤネ屋」中継リポーター

### AbemaTV
- 「ABEMA的ニュースショー」

### 毎日放送
- 「ミント!」
- 「よんチャンTV」

### テレビ埼玉
- 「高校野球ダイジェスト」MC（2018年）

### スカイ・エー
- チアリーディング番組 MC・実況・リポーター(2018年〜2020年)
- ダンス番組　MC・実況・リポーター

### 千葉テレビ
- ホリプレゼンツ 求人任三郎がいく!　アシスタント

### TBSラジオ
- 「荻上チキ・Session」
- 「アシタノカレッジ」

### 文化放送
- 「斉藤一美 ニュースワイドSAKIDORI!」
- 「村上信五くんと経済クン」
- 「ニュース・パレード」

### J-WAVE
- 「〜JK RADIO〜TOKYO UNITED」
- 「JAM THE PLANET」

### TOKYO FM
- 「ONE MORNING」 、「Blue Ocean」内、新春スポーツスペシャル 箱根駅伝速報2020
- 「コスモアースコンシャスアクト 未来へのタカラモノ」(TOKYO FMをキー局に、JFN38局で1998年1月から放送されているラジオ番組) -  「ONE MORNING」内

### bayfm
- AWAKE

### HBCラジオ
- 「カーナビラジオ午後一番!」

### TBCラジオ
- 「ロジャー大葉のラジオな気分 → GoGoはみみこい ラジオな気分」

### 福島テレビ
- 「テレポートプラス」